# Gaastra (Michigan)
Gaastra is een plaats (city) in de Amerikaanse staat Michigan, en valt bestuurlijk gezien onder Iron County.

## Demografie
Bij de volkstelling in 2000 werd het aantal inwoners vastgesteld op 339.
In 2006 is het aantal inwoners door het United States Census Bureau geschat op 312, een daling van 27 (-8,0%).

## Geografie
Volgens het United States Census Bureau beslaat de plaats een oppervlakte van
4,3 km², geheel bestaande uit land. Gaastra ligt op ongeveer 515 m boven zeeniveau.

## Plaatsen in de nabije omgeving
De onderstaande figuur toont nabijgelegen plaatsen in een straal van 20 km rond Gaastra.